# Ruth Wilson Gilmore
Ruth Wilson Gilmore, född 2 april 1950 i New Haven, Connecticut, är en amerikansk forskare och politisk aktivist, vars arbete fokuserar på fängelsesystem, rasism och kapitalism. Hon är föreståndare för Center for Place, Culture, and Politics och professor i geografi vid City University of New York. Gilmore förespråkar ett avskaffande av fängelser.

## Biografi och arbete
Gilmore disputerade vid Rutgers University år 1998, med en avhandling inom ekonomisk geografi och social teori, From military Keynesianism to post-Keynesian militarism: Finance capital, land, labor, and opposition in the rising California prison state. Som handledare fungerade den inflytelserika geografen Neil Smith. Efter avslutad doktorandtjänst anställdes hon som biträdande professor vid Berkeley, där hon utarbetade begreppet fängelsegeografi (carceral geography). Inom fängelsegeografin undersöks förhållandet mellan landskap, naturresurser, politisk ekonomi och infrastruktur, samt den polisiära, frihetsberövande och övervakande kontrollen av befolkningar.
Vid sidan av sitt akademiska arbete är Gilmore med-grundare av ett flertal politiska och sociala rörelser, däribland California Prison Moratorium Project, vars arbete syftar till att stoppa fängelse-expansionen i Kalifornien. År 1998 grundade hon även den abolotionistiska organisationen Critical Resistance, tillsammans med bland andra Angela Davis — i syfte att bekämpa och på sikt avskaffa det amerikanska fängelsesystemet. Critical Resistance anses ha introducerat begreppet det fängelseindustriella komplexet (Prison Industrial Complex, en motsvarighet det militärindustriella komplexet).   
År 2008 utkom Gilmore med sin första bok, Golden Gulag, för vilken hon mottog utmärkelsen Lora Romero First Book Publication Prize från American Studies Association. Hennes texter har publicerats i tidskrifter såsom Race & Class, Professional Professional, Social Justice, och i antologier som Global Lockdown: Race, Gender och Industrial Complex (2005), The Revolution Will Not Be Funded: Beyond the Non-Profit Industrial Complex (2009) och Futures of Black Radicalism (2017).
För sitt arbete som utbildare och pedagog belönades Gilmore år 2012 med Angela Y. Davis Prize for Public Scholarship, en utmärkelse som tilldelas forskare som arbetar i det allmännas bästa.